# بيار كامبانا
بيار كامبانا (بالفرنسية: Pierre Campana)‏ مواليد 1 مايو 1985، هو سائق راليات فرنسي بدأ مسيرته في سنة 2007. كان أول رالي له هو رالي كورسيكا 2007. تسابق في بطولة العالم للراليات. نافس في رالي التحدي عبر القارات.

## روابط خارجية
- بيار كامبانا على موقع Rallye-info.com (الإنجليزية)
- بيار كامبانا على موقع eWRC-results.com (الإنجليزية)